# Café von Hatten
Café von Hatten er et frivilligt drevet spillested i Randers, der blev grundlagt i 1981. Stedet har fra starten fokuseret på rytmisk musik og har trukket mange større navne til byen. Navnet refererer til von Hattenstræde, hvor caféen er beliggende.

## Historie
Musik & Teatercafeen von Hatten blev etableret i 1981 af en kreds af musik- og teaterinteresserede med Kaj Friis-Christensen som initiativtager og primus motor. På daværende tidspunkt var der ingen fast scene for rytmisk musik i Randers. Rockmusikken var derfor henvist til andre lokaliteter i byen som "Jylland" og "Håndværkerforeningen". Von Hatten var de første par år temmelig alene om at arrangere livemusik i byen. Først i sidste halvdel af 1980'erne dukkede den første konkurrent, Tante Olga, op.
I de tidlige år var et hav af både mere og mindre kendte danske og udenlandske kunstnere forbi caféen. Navne som Monrad & Rislund, Bo Stief, Hanne Boel, Lars Lilholt og Marylin Mazur, var ofte at finde på programmet. Det var i forbindelse med en jamsession på Café von Hatten, at Dalton-brødrene (Lars Lilholt, Johnny Madsen, Allan Olsen) første gang optrådte som trio.
I dag, (2011), er von Hatten et af Danmarks mest kendte og respekterede spillesteder, med omkring 100 koncerter om året i alle genrer.
Medarbejderne er stadig frivillige.

## Musik
Som et af de eneste spillesteder i Danmark, afholder Café von Hatten kun koncerter med kunstnere som opfører originalt materiale – og altså ikke kopibands etc.
Den intense fokus på upcoming dansk musik har betydet, at mange af landets største bands har optrådt op til flere gange på Café von Hattens scene før de har opnået et nationalt gennembrud. 

### Optræden
Det drejer sig bl.a. om:
- VETO
- Saybia
- Dúné
- Carpark North
- Marie Frank

### Tiltag og festivaler
Café von Hatten har igennem tiderne også været involveret i mange tiltag og minifestivaler:
- Randers Rock
- Hatten Teltet (i Randers Ugen)
- Danmarks Grimmeste Festival (i Randers Ugen – ikke at forveksle med den nyere festival af samme navn)
- Frekvens Festival
- Midwinter Meltdown
- Randersmesterskaberne i Rock

## Hædersbevisninger
I 2002 blev Café von Hatten den første modtager af Randers Kommunes Kulturpris for caféens arbejde for at udbrede kultur i Randers. 